# Basler BT-67

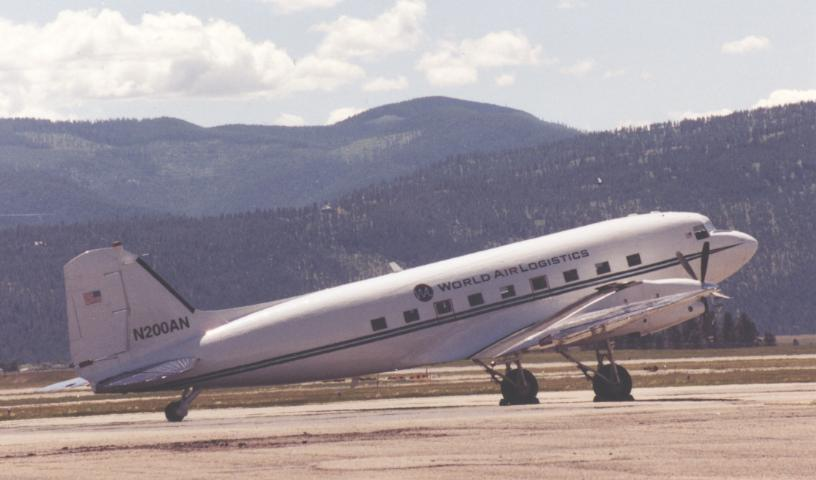
Den första ombyggda Basler BT-67 i Missoula i Montana i USA 2000

Basler BT-67 är ett ombyggt Douglas DC-3 transportflygplan. 64 exemplar av Basler BT-67 hade tillverkats till och med 2014.
Basler BT-67 tillverkas av Basler Turbo Conversions i Oshkosh, Wisconsin i USA. Ombyggnaden är avsedd att ge flygplanen avsevärt förlängd livslängd och i vissa avseenden förbättrade prestanda. Ombyggnaden innebär bland annat byte av motorer till Pratt & Whitney Canada  PT6A-67R turbomotorer, förlängning med 0,88 meter och förstärkning av flygkroppen, viss modifiering av vingändarna samt ny instrumentering.
Basler BT-67 används både militärt och civilt. Som civilt används det bland annat under arktiska förhållanden. Så har till exempel det kanadensiska Kenn Borek Air, med uppdrag i Antarktis, nio exemplar i sin flygplansflotta. Även den tyska polarforskningsorganisationen Alfred Wegenerinstitutet använder sig av egna Basler BT-67 för sina verksamheter i Antarktis.

## Bildgalleri

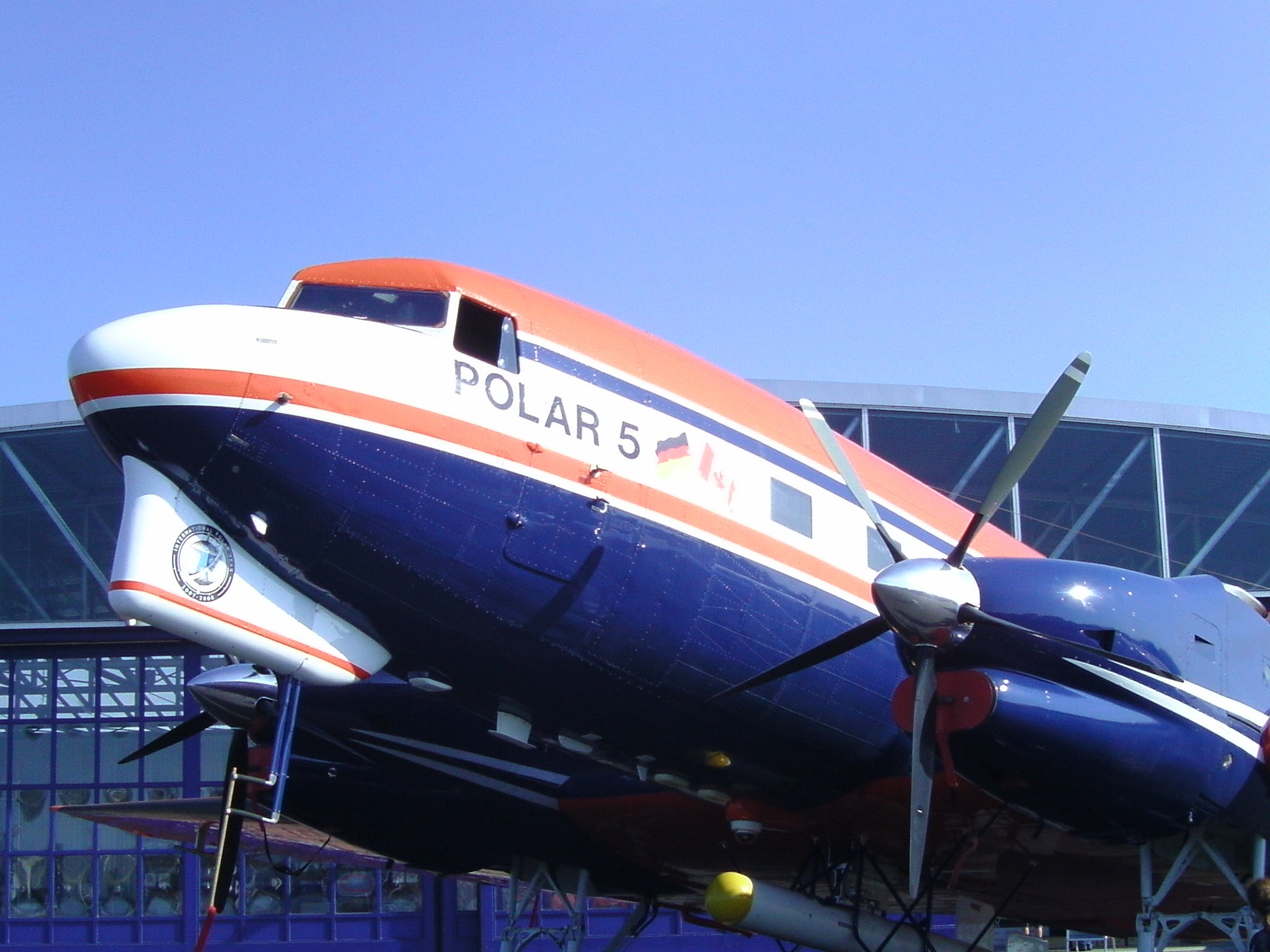
Polar-5, en av Alfred Wegenerinstitutets två Basler BT-67.
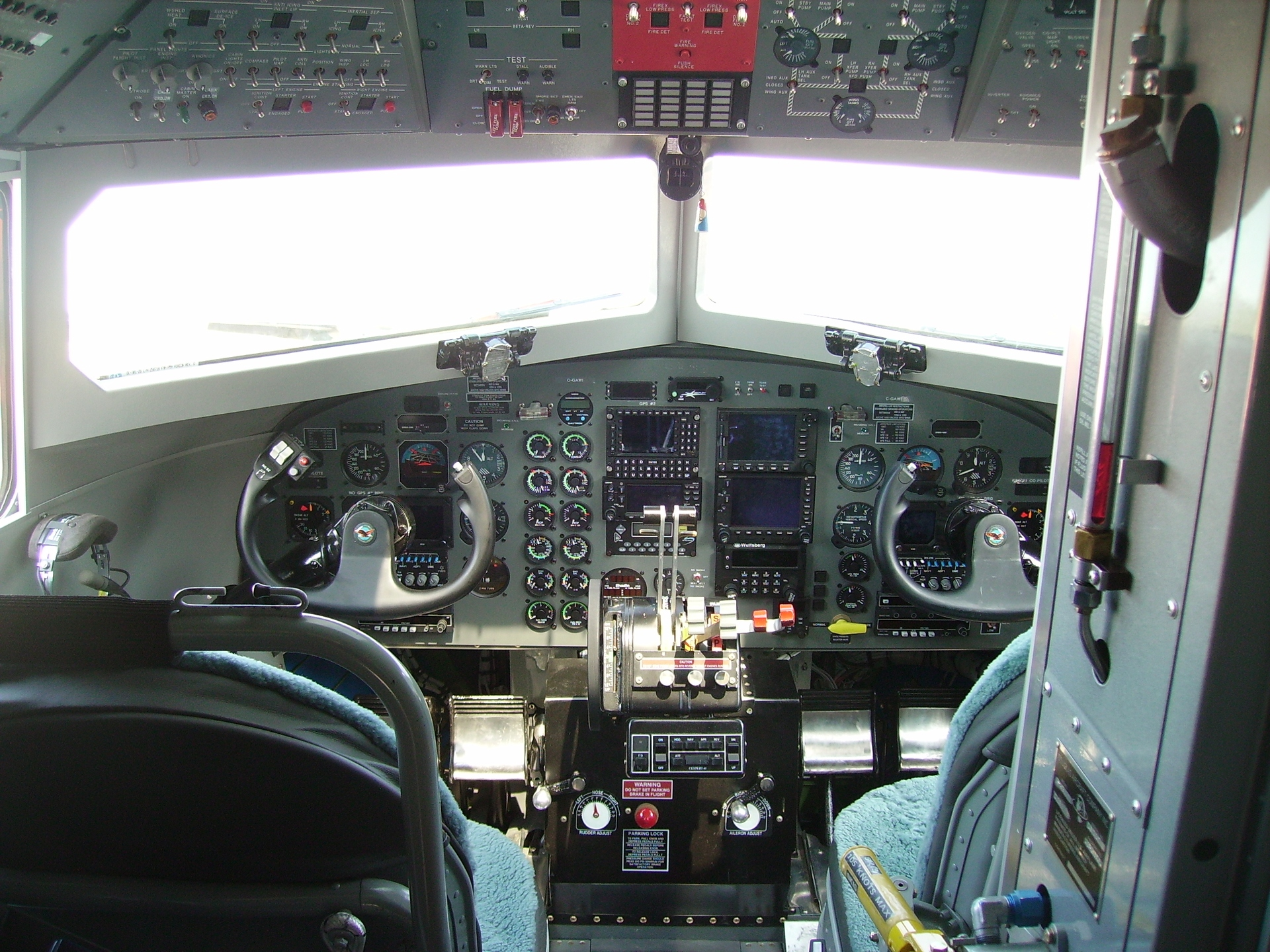
Cockpit.
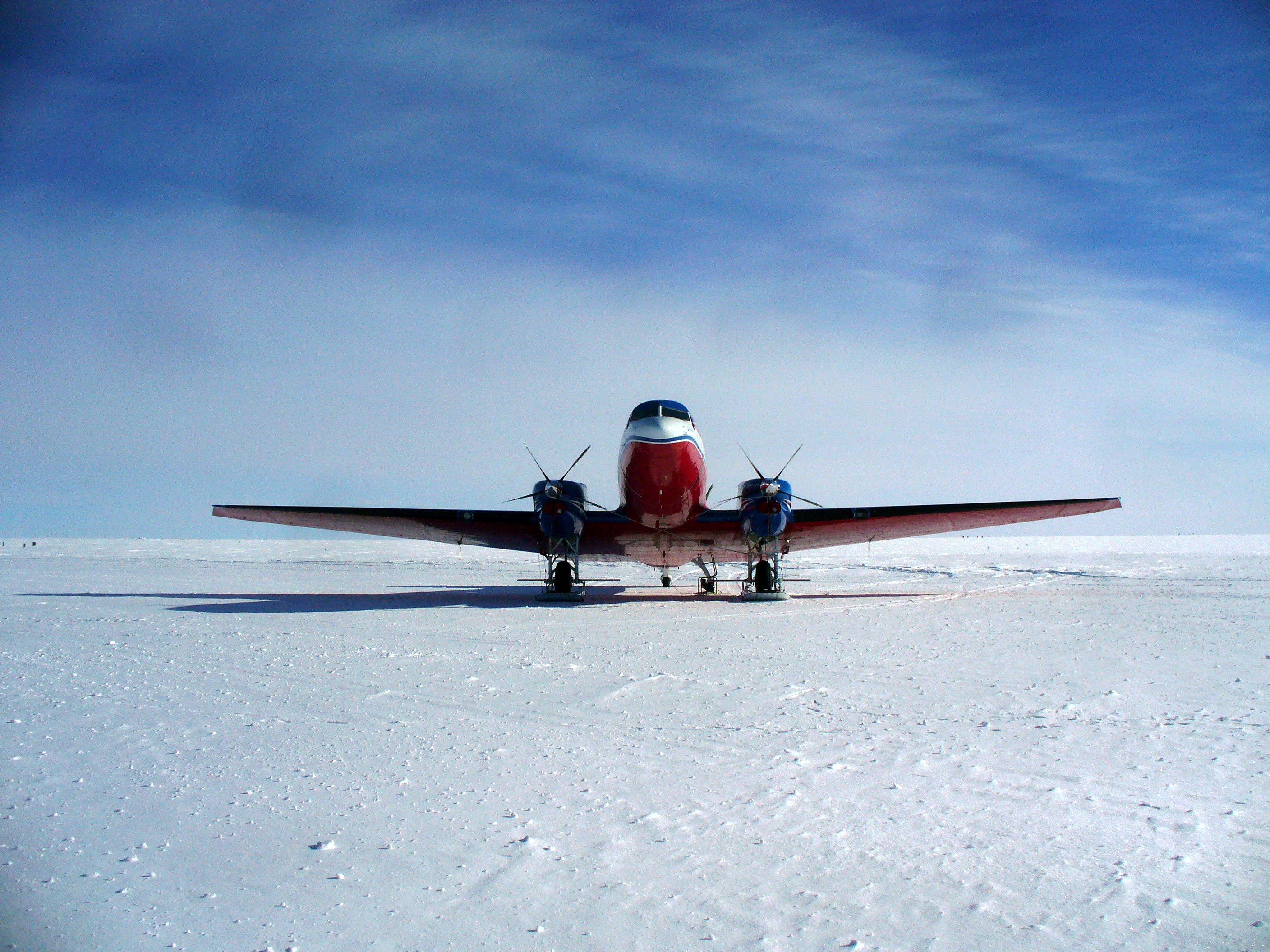
En Basler BT-67 på Amundsen-Scott South Pole Station 2009.